# Coloconger meadi
Coloconger meadi är en fiskart som beskrevs av Kanazawa, 1957. Coloconger meadi ingår i släktet Coloconger och familjen Colocongridae. Inga underarter finns listade i Catalogue of Life.